# Tombe dei giganti della provincia del Sulcis Iglesiente
Le tombe dei giganti della provincia del Sulcis Iglesiente:

## Tombe dei giganti
| Nome                                             | Comune               | Coordinate           | Mappa |
| ------------------------------------------------ | -------------------- | -------------------- | ----- |
| tomba dei giganti di Bricco Scarperino           | Calasetta            | 39.0806°N 8.37344°E  | Mappa |
| tomba dei giganti di Gundua                      | Calasetta            | 39.05137°N 8.36388°E | Mappa |
| tomba dei giganti di Corona Maria                | Carbonia             | 39.21747°N 8.46293°E | Mappa |
| tomba dei giganti di Meurra                      | Giba                 | 39.08993°N 8.58869°E | Mappa |
| tomba dei giganti di su Estrai                   | Giba                 | 39.05386°N 8.59845°E | Mappa |
| tomba dei giganti di Coremo I                    | Gonnesa              | 39.28642°N 8.4472°E  | Mappa |
| tomba dei giganti di Coremo II                   | Gonnesa              | 39.2866°N 8.4474°E   | Mappa |
| tomba dei giganti di Muro Moi                    | Gonnesa              | 39.23721°N 8.45271°E | Mappa |
| tomba dei giganti di Punta Seruci I              | Gonnesa              | 39.24743°N 8.41933°E | Mappa |
| tomba dei giganti di Punta Seruci II             | Gonnesa              | 39.24787°N 8.41602°E | Mappa |
| tomba dei giganti di Seruci                      | Gonnesa              | 39.24169°N 8.4309°E  | Mappa |
| tomba dei giganti di su Narboni de Cicciu Nieddu | Gonnesa              | 39.23236°N 8.44213°E | Mappa |
| tomba dei giganti di Stracosciu                  | San Giovanni Suergiu | 39.07735°N 8.56508°E | Mappa |
| tomba dei giganti di Barrancu Mannu              | Santadi              | 39.09991°N 8.76871°E | Mappa |
| tomba dei giganti di Carroccia                   | Tratalias            | 39.08597°N 8.60138°E | Mappa |
| tomba dei giganti di Monte Ollastu I             | Villamassargia       | 39.27088°N 8.61738°E | Mappa |
| tomba dei giganti di Monte Ollastu II            | Villamassargia       | 39.27067°N 8.61708°E | Mappa |
| tomba dei giganti di Monte Ollastu III           | Villamassargia       | 39.27064°N 8.6174°E  | Mappa |